# Distretto rurale di Mbeya
Il distretto rurale di Mbeya è un distretto della Tanzania situato nella regione di Mbeya. È suddiviso in 25 circoscrizioni (wards) e conta una popolazione di 305 319 abitanti (censimento 2012).
Elenco delle circoscrizioni: 
- Bonde la Songwe
- Igale
- Igoma
- Ihango
- Ijombe
- Ikukwa
- Ilembo
- Ilungu
- Inyala
- Isuto
- Itawa
- Itewe
- Iwiji
- Iwindi
- Iyunga Mapinduzi
- Lwanjiro
- Maendeleo
- Masoko
- Mshewe
- Nsalala
- Santilya
- Swaya
- Tembela
- Ulenje
- Utengule Usongwe